# قانون التمييز التوظيفي في الولايات المتحدة
قانون التمييز في العمل في الولايات المتحدة مستمد من القانون العام، تم تدوينه في العديد من الولايات والقانون الفيدرالي، وخاصة قانون الحقوق المدنية لعام 1964، وكذلك في قوانين المقاطعات والبلديات. وتحظر هذه القوانين التمييز على أساس خصائص معينة أو فئات محمية، كما يحظر دستور الولايات المتحدة التمييز من جانب الحكومة الفيدرالية وحكومات الولايات ضد موظفيها العموميين.
لا يخضع الدستور للتمييز في القطاع الخاص لقيود مباشرة، لكنه أصبح خاضعًا لمجموعة متزايدة من القوانين الفيدرالية وقوانين الولايات، يحظر القانون الفيدرالي التمييز في عدد من المجالات، بما في ذلك التوظيف  وسياسات الترقية والتدريب والتعويض والإجراءات التأديبية. قوانين الدولة في كثير من الأحيان تزيد الحماية لفئات إضافية أو أرباب العمل.
بموجب القانون الاتحادي، لا يمكن لأصحاب العمل عمومًا التمييز ضد الموظفين على أساس:
العرق.
الجنس.
الحمل.
الدين.
الجنسية.
الإعاقة الجسدية أو العقلية.
العمر (للعمال فوق سن الأربعين).
الخدمة العسكرية أو الانتماء.
الإفلاس أو الديون المعدومة.
المعلومات الوراثية.
المواطنة (للمواطنين والمقيمين الدائمين والمقيمين المؤقتين واللاجئين والمعتقلين).

## التمييز غير المقصود
قد تظل ممارسات التوظيف التي لا تميز بشكل مباشر ضد فئة محمية غير قانونية إذا كان لها تأثير متباين على أعضاء هذه المجموعة. كما يحظر الباب السابع من قانون الحقوق المدنية لعام 1964 ممارسات التوظيف التي لها تأثير تمييزي، ما لم تكن ذات صلة بالأداء الوظيفي.
يشترط القانون إزالة الحواجز التعسفية وغير الضرورية التي تعرقل العمل، والتي تقوم على التمييز على أساس العرق -كما هو الحال هنا- لذا يجب حظر عمليات التوظيف التي تقوم على استبعاد الزنوج، حيث أنها لا ترتبط بالأداء الوظيفي، على الرغم من افتقار صاحب العمل إلى النية للتمييز.
قامت لجنة تكافؤ فرص العمل بتحديد متطلبات الطول والوزن وتم تصنيفها على أن لها تأثيراً متبايناً على أقليات الأصل القومي.ومع ذلك، عند الدفاع ضد ادعاء التأثير المتباين الذي يدعي بالتفرقة العمرية، لا يحتاج صاحب العمل إلى إثبات الضرورة؛ بدلاً من ذلك، يجب أن تُظهر ببساطة أن ممارستها معقولة.

## الكيانات المنفذة
قامت لجنة تكافؤ فرص العمل بتفسير وتنفيذ قانون المساواة في الأجور، التمييز على أساس السن في التوظيف، الباب السابع من قانون الحقوق المدنية لعام 1964، الباب الأول والخامس من قانون الأميركيين ذوي الإعاقة، القسمان 501 و 505 من قانون إعادة التأهيل وقانون الحقوق المدنية لعام 1991. وقد تم تأسيس هذه اللجنة بموجب قانون الحقوق المدنية لعام 1964.
ترد أحكام إنفاذه في القسم 2000-5 من المادة 42، كما وترد لوائحه وإرشاداته في الباب 29 من قانون اللوائح الفيدرالية الجزء 1614. يجب على من يرغب في رفع دعوى بموجب القانون السابع و/أو أ.د.أ استنفاد سبل الانتصاف الإدارية الخاصة بهم عن طريق تقديم شكوى إدارية إلى لجنة تكافؤ فرص العمل قبل رفع الدعوى أمام المحكمة.
ينفّذ مكتب برامج الامتثال للعقود الفيدرالية القسم 503 من قانون إعادة التأهيل، الذي يحظر التمييز ضد الأفراد المؤهلين ذوي الإعاقة من قِبل المقاولين الفيدراليين والمقاولين من الداخل. بموجب المادة 504 من قانون إعادة التأهيل، فإنه لدى كل وكالة لوائحها الخاصة التي تنطبق على برامجها الخاصة وأي كيانات تتلقى مساعدة مالية.
يفرض مكتب المستشار الخاص لممارسات العمالة غير العادلة المتعلقة بالهجرة أحكاماً مناهضة للتمييز الوارد في قانون الهجرة والجنسية، التي تحظر التمييز على أساس وضع الجنسية أو الأصل القومي. تأخذ مكاتب ممارسات التوظيف العادلة التابعة للدولة دور لجنة تكافؤ فرص العمل في إدارة قوانين الولايات.